# Buchenavia igarataensis
Buchenavia igarataensis là một loài thực vật có hoa trong họ Trâm bầu. Loài này được N.F.Mattos mô tả khoa học đầu tiên năm 1967.